# Chavumafälle
Die Chavumafälle des Sambesi in Sambia sind nur wenige Meter hoch und werden in der Regenzeit vom Strom bis zur Unsichtbarkeit überflutet.

## Beschreibung
Die Wasserfälle befinden sich in der Nordwestprovinz. Sie liegen im Nordwesten des Landes nahe dem Ort Chavuma und nahe an der Grenze des Nachbarstaates Angola. Sie gelten jedoch als Grenze des 800 Kilometer langen Oberlaufes des Stromes, wo dieser um nur 180 Meter fällt.